# Fluorethen
Fluorethen ist eine chemische Verbindung aus der Gruppe der aliphatischen ungesättigten Halogenkohlenwasserstoffe und organischen Fluorverbindungen.

## Gewinnung und Darstellung
Frédéric Swarts synthetisierte Fluorethen erstmals 1901. Er nutzte dabei die Reaktion von Zink mit 1,1-Difluor-2-bromethan. Heute wird es industriell auf zwei Wegen hergestellt: Erstens durch Reaktion von Ethin mit Fluorwasserstoff und Quecksilberverbindungen oder Aluminium-, Zinn- oder Zinkfluoriden als Katalysator:
{\displaystyle \mathrm {HC{\equiv }CH+HF\rightarrow CH_{2}{=}CHF} }
Und zweitens durch katalytische Dehydrofluorierung oder Dechlorierung von 1,1,1-Trifluorethan bzw. 1,1-Chlorfluorethan:
{\displaystyle \mathrm {CH_{3}CHClF\rightarrow CH_{2}{=}CHF+HCl} }
Es wird durch die U.S. Environmental Protection Agency (EPA) als High Production Volume Chemical eingestuft, da seine Produktionsmenge 1990 mehr als eine Million Pfund betrug.

## Eigenschaften
Fluorethen ist ein hochentzündliches, farbloses Gas mit etherischem Geruch. Es ist schwerer als Luft und wenig löslich in Wasser. Es ist chemisch instabil und neigt zur Polymerisation. In Druckgasflaschen liegt es in verflüssigter Form vor. Beim Ausströmen der Flüssigkeit oder beim Entweichen großer Gasmengen bilden sich Nebel, die sich am Boden ausbreiten. Die Dampfdruckfunktion ergibt sich nach Antoine entsprechend log10(P) = A−(B/(T+C)) (P in bar, T in K) mit A = 3,46439, B = 593,551 und C = −30,039 im Temperaturbereich von 123,8 bis 201,0 K. Es besitzt eine kritische Temperatur von 54,73 °C, einen kritischen Druck von 51,12 bar, eine kritische Dichte von 0,322 kg/l und eine Tripelpunkt-Temperatur (Schmelztemperatur) von −160,5 °C.
Fluorethen bildet leicht entzündliche Dampf-Luft-Gemische. Der Explosionsbereich liegt zwischen 2,9 Vol.‑% (56 g/m3) als untere Explosionsgrenze (UEG) und 28,9 Vol.‑% (553 g/m3) als obere Explosionsgrenze (OEG). Die Zündtemperatur beträgt 375 °C. Der Stoff fällt somit in die Temperaturklasse T2.

## Verwendung
Fluorethen wird zur Herstellung von Polyvinylfluorid (PVF) und zur Copolymerisation mit Chlortrifluorethylen und Hexafluorpropylen verwendet. Es wurde früher unter der Bezeichnung R1141 als Kältemittel eingesetzt.

## Sicherheitshinweise
Es besteht der Verdacht einer krebserzeugenden Wirkung.